# Ciclizzazione
La ciclizzazione, o anellazione, è una reazione chimica che porta alla formazione di un composto ciclico a partire da una o più molecole lineari o ramificate. In taluni casi si parla di reazione di cicloaddizione. Spesso questo tipo di reazioni sono classificate come pericicliche.
Esistono svariate reazioni di ciclizzazione che possono avvenire attraverso diversi meccanismi di reazione. A titolo di esempio in presenza di catalizzatore è possibile convertire l'esano, composto a catena lineare, a cicloesano a seguito di ciclizzazione con perdita di una molecola di idrogeno.

## Esempi
Alcuni esempi di reazioni di ciclizzazione sono:
- la ciclizzazione di Nazarov
- la ciclizzazione di Volhard-Erdmann
- la reazione di Diels-Alder